# Thomas Henderson (Politiker)
Thomas Henderson (* 15. August 1743 in Freehold, Monmouth County, Province of New Jersey; † 15. Dezember 1824 ebenda) war ein US-amerikanischer Politiker und im Jahr 1793 amtierender Gouverneur des Bundesstaates New Jersey. Zwischen 1795 und 1797 vertrat er seinen Staat im US-Repräsentantenhaus.

## Frühe Jahre
Thomas Henderson besuchte zunächst die öffentlichen Schulen seiner Heimat und dann bis 1761 die Princeton University, die sich damals noch Princeton College nannte. Danach studierte er Medizin. Nach Abschluss dieses Studiums praktizierte er um das Jahr 1765 in Freehold als Arzt. Während des Unabhängigkeitskrieges diente er in der Miliz von New Jersey. Dort stieg er im Verlauf des Krieges bis zum Major auf.

## Politische Laufbahn
Bereits 1774 gehörte Thomas Henderson dem Sicherheitskomitee von New Jersey an. Im Jahr 1777 war er Mitglied des Provinzialrats im Monmouth County und 1779 gewann er die Wahl in den Kontinentalkongress. Dieses Mandat lehnte er aber ab. Zwischen 1780 und 1784 saß er als Abgeordneter in der New Jersey General Assembly und im Jahr 1790 war er Leiter eines Kanzleigerichts. Zwischen 1783 und 1799 war er neben seiner politischen Tätigkeit auch noch Richter an einem Berufungsgericht. Allerdings dürfte er dieses Amt nur sporadisch ausgeübt haben, weil er, besonders zwischen 1797 und 1799, während seiner Zeit im US-Kongress öfter abwesend war.
Von 1793 bis 1794 war Henderson Mitglied und Vizepräsident im Staatsrat von New Jersey, aus dem später der Senat von New Jersey hervorging. In dieser Eigenschaft musste er nach dem Rücktritt von Gouverneur William Paterson dessen restliche Amtszeit zwischen dem 30. März und dem 3. Juni 1793 beenden. Politisch war Henderson Mitglied der Föderalistischen Partei von Alexander Hamilton.
Nachdem Henderson im Jahr 1794 in den Kongress gewählt worden war, konnte er zwischen dem 4. März 1795 und dem 3. März 1797 dort als Abgeordneter seinen Staat vertreten. Zwischen 1812 und 1813 war er nochmals Mitglied im Staatsrat von New Jersey. Henderson war auch Mitglied einer Kommission, die einen Grenzkonflikt mit dem Nachbarstaat Pennsylvania regelte. Thomas Henderson starb im Dezember 1824. Er war zweimal verheiratet und hatte insgesamt sieben Kinder.